# Kasper Skaanes
Kasper Holmboe Skaanes (Bergen, 19 marzo 1995) è un calciatore norvegese, centrocampista del Sogndal.

## Carriera

### Club
Skaanes è cresciuto nelle giovanili del Brann. Ha esordito in prima squadra il 10 maggio 2012, subentrando a Kristoffer Larsen nella vittoria per 1-6 arrivata sul campo del Florø, sfida valida per il secondo turno del Norgesmesterskapet. L'11 novembre successivo ha debuttato in Eliteserien, sostituendo Bentley nella sconfitta casalinga per 0-2 subita contro il Tromsø.
Il 27 aprile 2014 ha siglato la prima rete nella massima divisione norvegese: ha infatti trovato la via del gol nella partita persa per 5-2 sul campo del Rosenborg. Al termine della stessa annata, il Brann è retrocesso in 1. divisjon.
Skaanes è rimasto in squadra ed ha contribuito all'immediata promozione del club, arrivata alla fine del campionato 2015.
Il 13 luglio 2017 ha esordito nelle competizioni europee per club: ha sostituito Steffen Lie Skålevik nella vittoria per 0-1 arrivata in casa del Ružomberok, sfida valida per l'andata del secondo turni di qualificazione all'Europa League.
Il 4 aprile 2018, Skaanes è passato a titolo definitivo allo Start. Il 14 aprile ha disputato la prima gara con questa casacca, venendo schierato titolare nella sconfitta casalinga subita contro il Vålerenga con il punteggio di 1-6.
Lo Start è retrocesso in 1. divisjon al termine del campionato 2018, trovando immediatamente la promozione nell'anno seguente.
Il 1º marzo 2021 ha fatto ritorno al Brann, firmando un contratto biennale.
Il 15 marzo 2023 è passato al Sogndal, a cui si è legato con un contratto triennale.

### Nazionale
Skaanes ha rappresentato la Norvegia a livello Under-17, Under-18, Under-19 e Under-21. Per quanto concerne quest'ultima selezione, ha effettuato il suo esordio in data 9 ottobre 2014, venendo schierato titolare nella vittoria per 4-1 sull'Irlanda, in amichevole.

## Statistiche

### Presenze e reti nei club
Statistiche aggiornate all'11 novembre 2022.
| Stagione        | Squadra         | Campionato      | Campionato | Campionato | Coppe nazionali | Coppe nazionali | Coppe nazionali | Coppe continentali | Coppe continentali | Coppe continentali | Altre coppe | Altre coppe | Altre coppe | Totale | Totale | Totale |
| Stagione        | Squadra         | Comp            | Pres       | Reti       | Comp            | Pres            | Reti            | Comp               | Pres               | Reti               | Comp        | Pres        | Reti        | Pres   | Reti   |        |
| --------------- | --------------- | --------------- | ---------- | ---------- | --------------- | --------------- | --------------- | ------------------ | ------------------ | ------------------ | ----------- | ----------- | ----------- | ------ | ------ | ------ |
| 2012            | Brann           | ES              | 1          | 0          | CN              | 1               | 0               | -                  | -                  | -                  | -           | -           | -           | 2      | 0      |        |
| 2013            | Brann           | ES              | 4          | 0          | CN              | 1               | 0               | -                  | -                  | -                  | -           | -           | -           | 5      | 0      |        |
| 2014            | Brann           | ES              | 28+2       | 5+1        | CN              | 4               | 0               | -                  | -                  | -                  | -           | -           | -           | 34     | 6      |        |
| 2015            | Brann           | 1D              | 25         | 2          | CN              | 3               | 2               | -                  | -                  | -                  | -           | -           | -           | 28     | 4      |        |
| 2016            | Brann           | ES              | 16         | 0          | CN              | 0               | 0               | -                  | -                  | -                  | -           | -           | -           | 16     | 0      |        |
| 2017            | Brann           | ES              | 19         | 1          | CN              | 4               | 0               | UEL                | 2                  | 0                  | SN          | 0           | 0           | 25     | 1      |        |
| gen.-apr. 2018  | Brann           | ES              | 2          | 0          | CN              | 0               | 0               | -                  | -                  | -                  | -           | -           | -           | 2      | 0      |        |
| apr.-dic. 2018  | Start           | ES              | 16         | 0          | CN              | 5               | 0               | -                  | -                  | -                  | -           | -           | -           | 21     | 0      |        |
| 2019            | Start           | 1D              | 29+3       | 7+0        | CN              | 1               | 0               | -                  | -                  | -                  | -           | -           | -           | 33     | 7      |        |
| 2020            | Start           | ES              | 24         | 2          | -               | -               | -               | -                  | -                  | -                  | -           | -           | -           | 24     | 2      |        |
| Totale Start    | Totale Start    | Totale Start    | 69+3       | 9+0        |                 | 6               | 0               |                    | -                  | -                  |             | -           | -           | 78     | 9      |        |
| 2021            | Brann           | ES              | 20+1       | 1+0        | CN              | 3               | 0               | -                  | -                  | -                  | -           | -           | -           | 24     | 1      |        |
| 2022            | Brann           | 1D              | 20         | 5          | CN              | 3               | 0               | -                  | -                  | -                  | -           | -           | -           | 23     | 5      |        |
| Totale Brann    | Totale Brann    | Totale Brann    | 135+3      | 14+1       |                 | 19              | 2               |                    | 2                  | 0                  |             | 0           | 0           | 159    | 17     |        |
| 2023            | Sogndal         | 1D              | 0          | 0          | CN              | 0               | 0               | -                  | -                  | -                  | -           | -           | -           | 0      | 0      |        |
| Totale carriera | Totale carriera | Totale carriera | 204+6      | 23+1       |                 | 19              | 2               |                    | 2                  | 0                  |             | 0           | 0           | 237    | 26     |        |